# رونی کارلوس دا سیلوا
رونی کارلوس دا سیلوا (به پرتغالی: Ronny Carlos da Silva Letieres) مهاجم اهل برزیل است که در شهر Itabuna و در تاریخ ۲۵ فوریهٔ ۱۹۸۳ به دنیا آمده‌است.
رونی کارلوس دا سیلوا در تیم‌های فوتبال América de Natal سابقهٔ حضور دارد.